# William Winstanley
Pour les articles homonymes, voir Winstanley (homonymie).
Œuvres principales
Lives of the most Famous English Poets (1687)
William Winstanley (1628 - 22 décembre 1698) est un poète, satiriste et historien anglais.
Il serait aussi « W.W. », initiales de l'auteur anonyme de The Christians Refuge, Or Heavenly Antidotes Against the Plague in this Time of Generall Contagion to Which is Added the Charitable Physician (1665).
L'ouvrage, publié durant la grande peste de Londres, est un exemple marquant de « littérature de peste », publications rassemblant le savoir connu sur la peste, associé à des réflexions politiques, morales et religieuses. Dans The Christians Refuge, Winstanley souligne le pouvoir de la lecture, celui de renforcer les âmes. L'écriture prend une nouvelle dimension, celle de procurer des remèdes spirituels.